# Dieva dēli
Die Dieva dēli (lett. Dieva dēli »Dievs' Söhne«; lit. Dievo sūneliai »Dievas' Söhnchen«) sind in der baltischen Mythologie die Söhne des Himmelsgottes Dievs. Sie werden namentlich nicht einzeln benannt und ihre Zahl wird meist mit zwei, manchmal aber auch drei oder fünf angegeben. Manchmal tritt auch nur ein Sohn auf und kann dann Züge von Jesus annehmen. Diese Unterschiede rühren daher, dass bis zur schriftlichen Kanonisierung im 19. Jahrhundert nur folkloristische Überlieferungen stattfanden, die wiederum stark von christlicher Überlagerung beeinflusst waren.

## Wesen
Als Söhne des Göttervaters Dievs  bewirtschaften sie zusammen mit diesem den väterlichen Hof, sie pflügen die Äcker und mähen die Wiesen, sonntags aber begeben sie sich auf die Jagd nach silbernen Eichhörnchen oder Haselhühnern. Die Sonnentöchter helfen ihnen bei den Feldarbeiten. Zu diesen haben die Dieva dēli ein erotisches Verhältnis und beobachten diese heimlich beim Baden. Doch die gegenseitigen Neckereien enden nicht immer friedvoll und dann streiten sich während dreier Tage die Götter. Eine Geschichte erzählt, wie Dieva dēls (»Gottes Sohn«) die Sonnentochter Saules meita heiratet, wobei Auseklis die Trauringe tauscht. Wenn in der lettischen Folklore die Dieva dēli das Gras mähen, dann harken es die Saules meitas zusammen. Die Saules meitas sind ursprünglich mit Himmelserscheinungen identifiziert worden: der Morgenröte und der Abendröte.
In litauischen Überlieferungen sind die Dievo sūneliai meist zwei Söhne von Dievas, die Ašvieniai genannt werden und mit der Sonnentochter Saulytė verlobt sind, die aber dann vom Mondgott Mėnulis entführt wird.

## Indoeuropäische Bezüge
Neben den linguistischen Parallelen der baltischen Sprachen zum altindischen Sanskrit gibt es auch Parallelen zur indischen Mythologie:
Das Konzept der "Gottessöhne" war bereits in der indoeuropäischen Religion bekannt. So werden die vedischen Zwillingsgötter Aśvinā auch Divaḥ sūnū genannt. Auch die altgriechischen Zwillingsgötter Dioskuren sind dem Wesen nach mit den baltischen Dieva dēli verwandt. Die Darstellung als Zwillingspaar kann aus der ursprünglichen Identifikation mit Morgenstern und Abendstern erklärt werden, die in Wahrheit eine Einheit als Planet Venus bilden. Allerdings ist zu beachten, dass baltische Quellen niemals von Zwillingen sprechen. Die indoeuropäische Götterfamilie wurde offenbar bei den Griechen und Römern gepflegt und hat sich am längsten bei den Balten erhalten.